# Shukujo wa nani wo wasureta ka
Shukujo wa nani wo wasureta ka (淑女は何を忘れたか, Shukujo wa nani wo wasureta ka, lit. "O que a senhora esqueceu?") (bra: O Que Foi Que a Senhora Esqueceu? ou O Que Esta Mulher Esqueceu?) é um filme japonês de comédia dramática de 1937 dirigido por Yasujirō Ozu. Em 2009, o filme foi classificado em 59º lugar na lista dos Maiores Filmes Japoneses de Todos os Tempos pela revista de cinema japonesa Kinema Junpo.

## Sinopse
Komiya é um professor de medicina bem-humorado que trabalha em uma universidade localizada em Tóquio, e vive em um casamento sem filhos com Tokiko, sua rígida esposa. Quando sua sobrinha de Osaka, Setsuko, vem lhe fazer uma visita, Tokiko critica seus modos liberais, incluindo o hábito que a menina tem de fumar em público, o que irrita Setsuko.

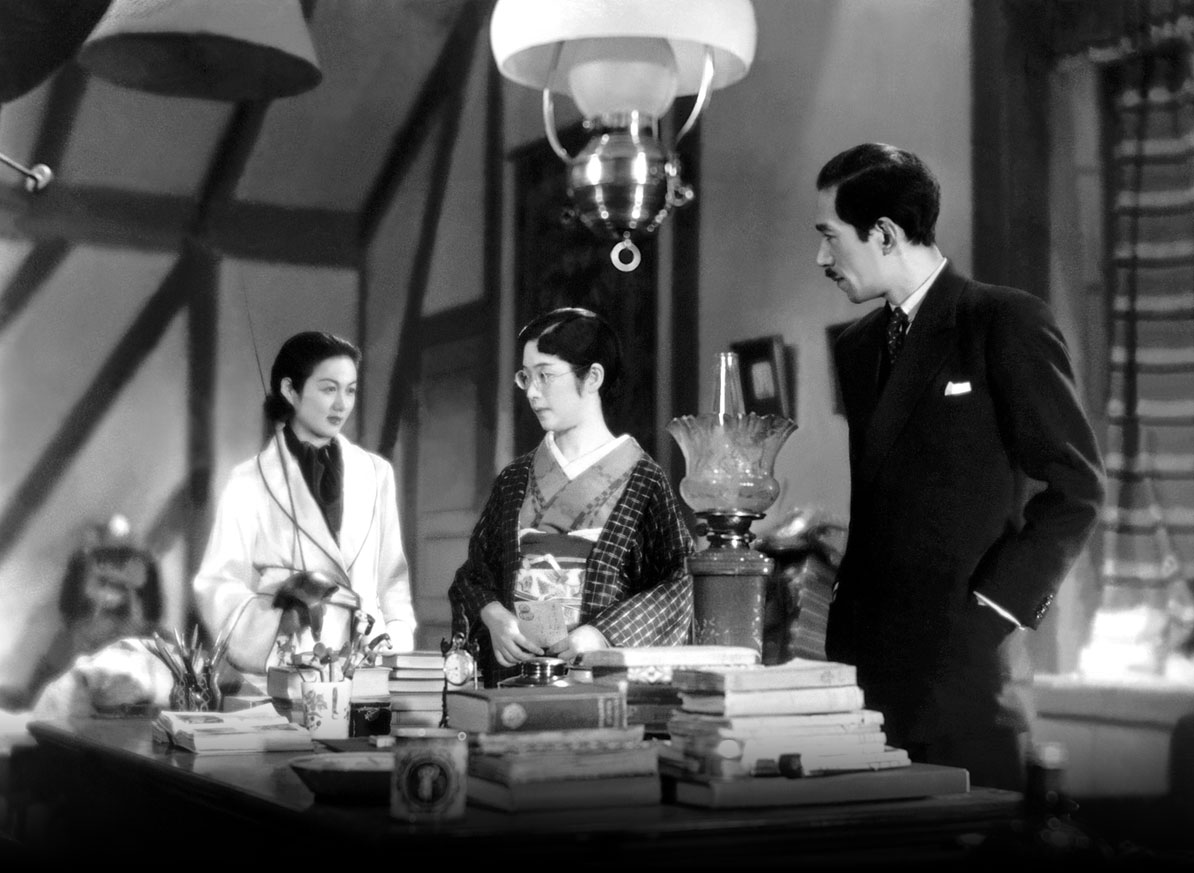
Os atores (da esquerda à direita) Michiko Kuwano, Sumiko Kurishima e Tatsuo Saitō em cena do filme

Tokiko pede ao marido para vá à Izu, na sua viagem rotineira de fim de semana, para jogar golfe, embora Komiya não esteja muito interessado nisso. Para não incomodar sua esposa insistente, Komiya acaba por ir jogar, mas deixa todo o seu equipamento de golfe com Okada, seu aluno, e escreve um cartão postal dizendo a Tokiko que está tendo uma boa viagem e que o clima estava bom. Setsuko segue seu tio até um bar em Ginza e insiste para que Komiya a leve para visitar uma casa de gueixas, onde ela fica bêbada. Komiya solicita a Okada que leve Setsuko de volta para sua casa, onde Tokiko fica descontente com o comportamento de sua sobrinha. Ele passa a noite na casa de Okada, preocupado com o tempo chuvoso que impossibilita sua viagem de golfe, sobre o qual escreveu em seu cartão-postal.
Quando Komiya volta para casa, Tokiko exige que ele dê um sermão em Setsuko. Enquanto finge fazer isso, ele pede secretamente a Setsuko para interceptar o cartão postal que ele havia enviado anteriormente. Infelizmente, Setsuko falha em cumprir o pedido do tio e Tokiko lê o cartão e descobre a falsidade de Komiya. Ela perde a paciência diante dos dois, que vão embora para evitar mais atritos. Num bar em Ginza, Setsuko dá um sermão em seu tio por ter sido dominado pela sua esposa e pede que ele a enfrente. Ao retornar, Tokiko pede à sobrinha que vá embora e repreende Komiya por mimá-la. Incapaz de se conter por mais tempo, Komiya dá um tapa na esposa. Setsuko elogia secretamente seu tio por seu comportamento e depois, indo em direção a Tokiko, pede desculpas por causar problemas. Komiya também vai até Tokiko para se desculpar. Ao voltar para seu quarto, Setsuko o repreende por suas irresponsabilidades, ao que ele responde que é melhor "adotar uma abordagem oposta", como repreender uma criança enquanto elogia superficialmente, ou no caso dele, pedir desculpas à esposa por tê-la irritado.

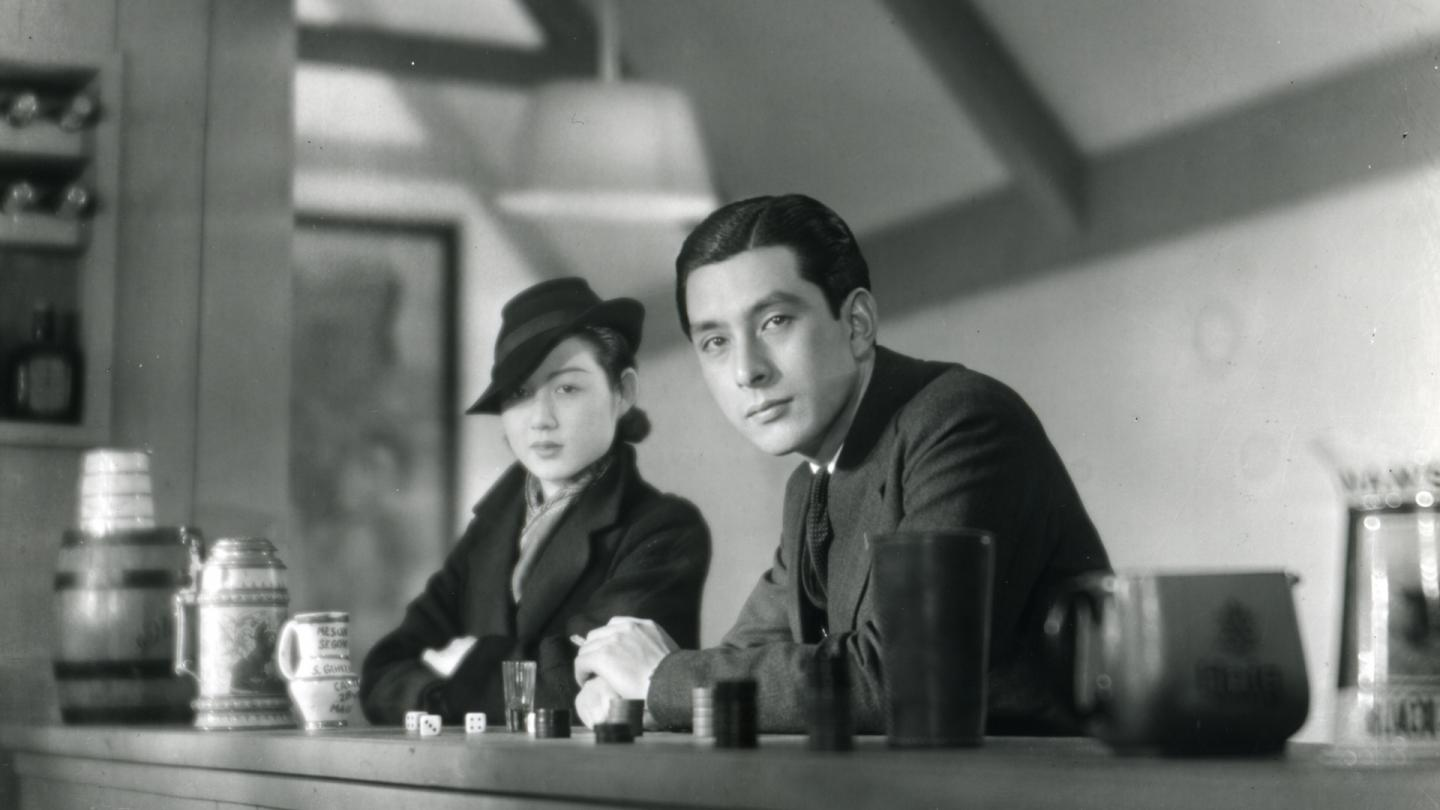
Os atores Michiko Kuwano (esquerda) e Shūji Sano

Quando Tokiko se encontra novamente com suas amigas Chiyoko e Mitsuko, ela fala sobre o incidente como se tivesse sido iluminada pela "masculinidade" de seu marido. Setsuko se encontra com Okada antes de partir para Osaka, brincando sobre como eles se tratariam se fossem casados, e anunciando seu retorno para o jogo de beisebol da universidade. À noite, Komiya e Tokiko conversam sobre o quão vazia a casa fica sem Setsuko, enquanto compartilham um cigarro.

## Elenco
- Sumiko Kurishima - Tokiko
- Tatsuo Saito - Komiya
- Michiko Kuwano - Setsuko
- Shuji Sano - Okada
- Takeshi Sakamoto - Sugiyama
- Chōko Iida - Chiyoko, esposa de Sugiyama e amiga de Tokiko
- Ken Uehara - Ele mesmo
- Mitsuko Yoshikawa - Mitsuko, amiga de Tokiko
- Masao Hayama - Fujio, filho de Mitsuko
- Tomio Aoki - Tomio
- Mitsuko Higashiyama - Gueixa

## Mídia doméstica
Em 2010, o BFI lançou em DVD um filme de Ozu, Bakushū, para a Região 2, com Shukujo wa nani wo wasureta ka incluído como um bônus nesse disco.